# Hubersdorf
Hubersdorf é uma comuna da Suíça, situada no distrito de Lebern, no cantão de Soleura. Tem 1,40 km² de área e sua população em 2018 foi estimada em 747 habitantes.